# The Jet Set (90210)
«Частный самолёт» (англ. The Jet Set) — вторая часть пилотного эпизода американского телесериала «90210: Новое поколение», премьера которого состоялась 2 сентября 2008 года (Вторник). Режиссёр — Уэнди Стэнцлер по сценарию Гэйба Сакса и Джеффа Джуды, на основе персонажей, созданных Дарреном Старом. Автор идеи — Роб Томас, создатель успешного сериала «Вероника Марс».
Премьера эпизода в России состоялась 2 февраля 2010 года на канале Муз-Тв.

## Сюжет
Гарри рассказывает Дэбби о том, что много лет назад Трейси в тайне от него родила из общего сына, однако у пары просто нет времени на то, чтобы обсудить это. Джейсон, парен Энни из Каназаса, бросает её по телефону. Команда школы «Палисайд» устраивает разгром в Западном Беверли, и ребята горят желанием наненсти ответный удар, однако директор Уилсон строго настрого запрещает принимать какие-либо меры. Итан пытается воссоединиться с Наоми, однако Сильвер выкладывает на своём блоге очередное видео, которое позорит Наоми перед всей школой. Энни знакомится с Таем Коллинзом — школьной звездой, который исполняет главную мужскую роль в «Весеннем пробуждении». Райана беспокоит, что Адрианна слишком мало времени уделяет урокам. Диксон понимает, что команда разрабатывает план мести школе «Палисайд», однако те не доверяют ему, так как он — сын директора.
Тай приглашает Энни на свидание в ресторан — девушка не сразу узнаёт, что они летят в Сан-Франциско на частном самолёте. Проведя потрясающе романтический день, Энни забывает о поручении, которое ей дали родители — забрать ноутбук бабушки из ремонта. В итоге, Табита сама поехала в мастерскую и попала в небольшую аварию. Наоми хочет отомстить Итану за унижение, а Табита подкидывет хорошую идею Диксону и Навиду. Райан пытается ухаживать за Келли и узнаёт, что у неё есть четырёхлетний сын. Для воплощения своего плана, Навид обращается в реквизитный отдел компании своего отца — порно-магната.
В «Персиковой косточке» происходит воссоединение друзей — Келли говорит Нэту, что ждёт приезда Бренды. Бренда передаёт привет друзьям от своего брата, Брендона. Вместе с командой, Диксон и Навид выпускают на поле соперников нескольких свиней — именно так когда поступил и Гарри. Пока подруга, бабушка Итана, навещает Табиту, юноша и Энни проводят время у бассейна вспоминая о событиях прошлого и разговаривая о свидании Энни с Таем, а Энни интересуется о том, как его отношения с Наоми. Гарри узнаёт о выходке команды, и угрожает не допустить ребят до игры, если тот, кто всё это придумал, не расскажет всё ему. Адрианна готовится к очередным пробам, а Гарри начинает давить на Диксона — не желая предавать команду, он берёт всю вину на себя. 
Энни видит одинаковые татуировки у Наоми и Сильвер и узнаёт о причинах напряжённых отношений между девушками — в восьмом классе они были лучшими подругами, но однажды Наоми рассказала всей школе о том, что отец Сильвер изменяет её матери. Итан и Навид сознаются, что помогали Диксону. Дэбби узнаёт, что Энни летала в Сан-Франциско, и очень рассержена на дочь. До Итана доходят слухи о том, что Наоми начала встречаться с Джорджем, и девушка признаётся, что она сделала это специально — Итан решает, что наконец хочет расстаться с Наоми. Гарри возвращает сына в команду, однако он и Навид не участвуют в игре против «Палисайд», а Навид занимается уборкой мусора. Райан приходит навестить Келли с букетом цветом и знакомится с Брендой — она соглашается посидеть с Сэмми, пока Келли с Райаном сходят куда-нибудь отдохнуть.
Родители наказывают Энни и Диксона, однако они не слишком переживают на этот счёт. Между тем, Гарри и Дэбби пытаются понять, правильно ли они поступили, переехав в Беверли-Хиллз. Тем же вечером, Тай приходит тайком навестить Энни, а также пришедший к Энни Итан, увидев их целующимися, решает не становиться между Таем и Энни, несмотря на то, что девушка ему очень нравится.

## В ролях
| Основной состав: - Шеней Граймс — Энни Уилсон - Тристан Уайлдз — Диксон Уилсон - Анна-Линн Маккорд — Наоми Кларк - Дастин Миллиган — Итан Уорд - Майкл Стэгер — Навид Ширази - Джессика Строуп — Эйрин Сильвер - Райан Эгголд — Райан Меттьюз - Роб Эстес — Гарри Уилсон - Лори Локлин — Дебби Уилсон - Джессика Уолтер — Табита Уилсон | Приглашённые звёзды: - Джессика Лаундс — Адрианна Тэйт-Дункан - Дженни Гарт — Келли Тейлор - Шеннен Доэрти — Бренда Уолш - Адам Грегори — Тай Коллинз - Келан Латс — Джордж Эванс - Джо И. Тата — Нэт Буссиччио - Линда Грей — Вирджиния Бриер - Шерлин Уилсон — Морган - Шанталь Берри — Нина - Брендон Майкл Вэйда — Майк - Дженнфиер Хиятт — Школьница-гот - Чак Хиттинджер — Стив - Энди Подаре — Брент |

## Факты
- «Jet Set» — это журналистский термин, говорящий о международной группе обеспеченных людей, составивших своё изолированное общество, в которое практически невозможно попасть посторонним людям; второе значение — «частный самолёт[1].
- В этом эпизоде выясняется, что после свадьбы Донны и Дэвида в последней серии оригинального «Беверли-Хиллз, 90210», Келли и Бренда поддерживали друг с другом связь.
- Это первое появление Шеннен Доэрти в роли Бренды Уолш из оригинального сериала с последнего эпизода 4 сезона, вышедшего в эфир 25 мая 1995 года[1].
- «Всё прямо как в «Красотке» за исключением того, что я — не проститутка!» (англ. It's Like «Pretty Woman», But I'm Not A Whore) — говорит Энни. Девушка упоминает классическую романтическую комедию 1990 года «Красотка» Джулией Рорбертс и Ричардом Гиром в главных ролях[2][1].

## Музыка эпизода
Список композиций, звучавших в эпизоде, опубликован на официальном сайте сериала:
- «Coming Home» в исполнении the 88 (Сцена: начало эпизода, завтрак в доме Уилсонов).
- «Try It Again» в исполнении the Hives (Сцена: Ребята видят разгром в коридорах школы).
- «Touch Me» в исполнении Адама Грегори (из мюзикла «Весеннее пробуждение») (Сцена: Энни наблюдает за репетицией Тая).
- «Fly Away» в исполнении Джессики Лаундс (Сцена: Адрианна поёт в классе).
- «Never Gets Enough» в исполнении Luscious Redhead (Сцена: обед в школьном кафе).
- «Young One» в исполнении Mackabella (Сцена: Энни и Сильвер видят Тая в школьном кафетерии).
- «Great DJ» в исполнении the Ting Tings (Сцена: Наоми смотрит видео об Итане на блоге Сильвер).
- «Live Forever» в исполнении the Brendan's Band (Сцена: Наоми в «Персиковой косточке» с подругами наблюдает за Джорджем).
- «Lucid Dreams» в исполнении Franz Ferdinand (Сцена: Энни и Дебби разговаривают по телефону).
- «Gravity» в исполнении Luscious Redhead (Сцена: Энни звонит Сильвер, чтобы спросить совета).
- «Come Out Of The Shade» в исполнении the Perishers (Сцена: Райан приглашает Келли на ужин).
- «Shake It» в исполнении Metro Station (Сцена: Тай и Энни говорят о Сан-Франциско).
- «Outlaw Mix 2» в исполнении Astronaut On Vacation (Сцена: встреча Келли, Бренды и Нета в «Косточке»).
- «Let It Rock» в исполнении Kevin Rudolf и Lil Wayne (Сцена: Ребята выгружают свиней из машины).
- «I'm Yours» в исполнении Джейсона Мраза (Сцена: Энни и Итан у бассейна).
- «Ain't We Famous» в исполнении the Brendan's Band (Сцена: Гарри просит прощения у Диксона).
- «Daydreamer» в исполнении Adele (Сцена: Райан приносит цветы для Келли и встречает Бренду).
- «I Always Knew» в исполнении Jem (Сцена: конец эпизода, Гарри и Дебби думают о том, что делать дальше; Тай целует Энни).

## Критика
В премьерный показ в США эпизод посмотрели 4,65 млн зрителей.